# Оук Чантхан
Оук Чантхан (англ. Ouk Chanthan, 11 марта 1974) — камбоджийская легкоатлетка, выступавшая в беге на короткие дистанции. Участвовала в летних Олимпийских играх 1996 и 2000 годов.

## Биография
Оук Чантхан родилась 11 марта 1974 года.
В 1996 году вошла в состав сборной Камбоджи на летних Олимпийских играх в Атланте. В беге на 100 метров в первом раунде заняла 7-е место среди семи участниц с результатом 14,82 секунды, уступив 3,08 секунды худшей среди квалифицировавшихся в следующий этап — Златке Георгиевой из Болгарии.
В 2000 году вошла в состав сборной Камбоджи на летних Олимпийских играх в Сиднее. В беге на 100 метров в первом раунде заняла 8-е место среди восьми участниц с результатом 14,13 секунды, уступив 2,95 секунды худшей среди квалифицировавшихся в следующий этап — Виде Нсиа из Ганы.

## Личный рекорд
- Бег на 100 метров — 13,77 (2000)[3]